# Don Henley
Donald Hugh Henley (Texas, 22 de julio de 1947) es un cantante de música rock, baterista,  guitarrista, compositor, escritor y estadounidense, también conocido por ser miembro fundador de la banda Eagles, antes de lanzar su exitosa carrera como solista llegando a ganar un premio Grammy.
Henley ha sido una de las voces más reconocidas en el mundo de la música de los últimos 30 años, tanto como miembro de los Eagles, y como artista en solitario. Sin embargo, no es solo el sonido de su voz, también las palabras que ha escrito y cantado en los últimos años, que permanecen con los oyentes mucho tiempo después de cada lanzamiento.
Henley también ha hecho importantes aportes en diversas campañas ambientales y de orden político. Desde 1994 divide sus actividades musicales entre Eagles y su carrera como solista.
En 1997 recibió la National Humanities Medal. En 2008 fue clasificado como el 87.° mejor cantante de todos los tiempos, según la revista Rolling Stone.

## Biografía
Esa voz famosa fue alimentada por la escucha de radio AM en las largas noches de Linden, una pequeña ciudad del este de Texas casi a la frontera de Luisiana. Donald Hugh Henley, el único hijo de un comerciante de autopartes PNA: Junell Henley y su esposa, maestra de escuela, Hughlene, nació el 22 de julio de 1947 en Gilmer, Texas, creció cerca de Linden. Como ciudad natal, Linden cuenta con una rica historia musical -El gran guitarrista de blues T-Bone Walker y el compositor de ragtime Scott Joplin también nacieron allí- por lo que ha contribuido en gran medida al fundador de The Eagles Glenn Frey llamándola "el abono de su genio".
"La Música cambió mi vida", escribió Don en su introducción al libro de Jim Ladd. "La radio, el vehículo para que la música sea mi conexión con el mundo que estaba fuera de mi pequeña ciudad natal. Durante esos difíciles años de la adolescencia, fue un amigo en la oscuridad, un mensajero a un amante, una alfombra mágica, un boleto para salir".

### Principios
Le debe una medida de su éxito a un capricho del destino: después de ver a Don luchando para jugar al fútbol en "Linden Kildare High School" —una tarea difícil debido a su relativa pequeña constitución en comparación con los otros jugadores— su entrenador de fútbol con mucho tacto sugirió que saliera del equipo. De modo que decidió unirse a la banda de la escuela secundaria. Empezó como un trombón, pero como siempre empezaba a tamborilear sobre sus libros de texto, su profesor de banda lo trasladó a la sección de tambores, y el resto, como dicen, es historia.
En poco tiempo, Don y amigos de la infancia, Richard Bowden y Jerry Surratt, formó una banda llamada Four Speed. "Nadie quería cantar, por lo que señalé a los nombres y terminé siendo el vocalista", recuerda Don. Don Henley al principio asistió a la universidad en Stephen F. Austin State Universidad en Nacogdoches, Texas. Asistió al Norte la Universidad de Estado de Texas (renombrado en 1986) en Denton, Texas durante 1968 y 1969. Se marchó para pasar el tiempo con su padre, ya que este estaba muriendo de una enfermedad de corazón y arterial.
Después de graduarse de la escuela secundaria en 1965, todavía estaba tocando en su banda y, en los años sucesivos, el nombre cambiaría relativamente. Cuando Jim Ed Norman (actual presidente de Warner/Reprise Nashville) y Richard, Mike Bowden se unieron a la banda, se cambió el nombre de four Speed a "Happiness". Fue esta interacción que llamó la atención de Kenny Rogers, con quien se conocieron una tarde, mientras Don compraba unos pantalones acampanados en una boutique de la avenida McKinney en Dallas. Pidieron a Rogers un hit para la primera edición, para venir a escuchar a la banda tocando en un bar de Dallas. Según Bowden, Rogers pronunció las palabras mágicas: "Creo que puedo ayudar a los muchachos. Consigue tus cosas y llegarás a Los Ángeles. Puedes quedarte en mi casa, e irás al estudio". "Jennifer", coescrita por Don Henley y Jerry Surratt, dio a la banda su primer sabor a éxito.
Cuando el guitarrista Al Perkins se unió a la banda, esta cambió su nombre por Siloh, y grabó un disco homónimo en el sello Amos, producido por el tejano Kenny Rogers. Don y los demás miembros de Siloh se presentaron habitualmente en el club nocturno más caliente de Los Ángeles, "El Trovador", donde se reunieron con Glenn Frey y su banda Pennywhistle socio de JD Souther, junto con Jackson Browne, Linda Ronstadt, Neil Young, y un anfitrión de otros cantantes con talento y compositores. Linda Ronstadt había pedido a Glenn estar en su grupo de reserva y extendió la invitación a Don y, según informes, poniendo de esta manera: "Un amigo mío y yo estamos pensando en comenzar un grupo juntos. Mientras tanto, ¿quieres ir en el camino con Linda Ronstadt y hacer $200 a la semana?" Fue el comienzo de una asociación creativa que perdura hasta nuestros días. Ambos se hicieron los miembros de la banda de reserva de Linda Ronstadt –viajando con ella era el catalizador para formar un grupo en primer lugar–. Por consiguiente, dos meses más tarde llegaron, Bernie Leadon y Randy Meisner, que habían estado en Poco y The Flying Burrito Brothers, respectivamente. Cada miembro del grupo contribuyó a un sonido único de la banda, una mezcla de Country, folk, R & B, Rock y Pop y formaron su propia banda, The Eagles. Los Eagles originales destacan sobre el álbum de Linda Ronstadt en 1971.

### Tenencias con Eagles
Eagles se formaron en septiembre de 1971, y lanzaron su primer álbum en 1972, en el que se incluyó el hit "Take It Easy" coescrito por Glenn Frey y Jackson Browne, llegando al Top 20. Rápidamente siguieron otros éxitos, Incluyendo "Witchy Woman", la primera canción que cantó Don. Esta canción presenta una voz DISTINTA, según muchos fanes ven como la voz de las Águilas. Durante la carrera de la banda, Henley coescribió (por lo general con Frey) la mayor parte de las canciones más conocidas de grupo, notablemente "Desperado". Henley es la voz principal de varias canciones populares de la banda, incluyendo "Desperado", "Witchy Woman", "Best of my Love", "One of These Nights", "Hotel California", "The Long Run", "Life in the Fast Line" , "Wasted Time" , "Victim of Love", etc.
Eagles llegaría a convertirse en una de las bandas más creativas y comercialmente exitosas de todos los tiempos. Entre sus álbumes, incluyendo Desperado, On the Border, One of These Nights, Hotel California, y The Long Run, han vendido más de 100 millones de copias en todo el mundo. Eagles ganaron numerosos Premios Grammy durante los años 70 y se hicieron uno de los conjuntos rock más exitosos de todos los tiempos. Their Greatest Hits (1971–1975) es considerado el álbum de grandes éxitos más vendido en la historia en cualquier categoría, superando a Thriller de Michael Jackson como el álbum más vendido de todos los tiempos en los EE. UU. Según historiadores de la música, casi uno de cada 10 estadounidenses tiene una copia de este álbum de grandes éxitos. Son también la única banda en tener dos álbumes de gran éxito de ventas en los 15 primeros superventas americanos de todos los tiempos y están también entre las 5 primeras bandas totales de gran éxito de ventas de todos los tiempos en América.
Desintegración con Eagles
Eagles tuvo un éxito sin precedentes, la banda se comenzó a desintegrar lentamente. La giras continuaban mientras seguían escribiendo y grabando nuevo material, la presión de todo esto comenzó a hacerse sentir. La banda pasó por varios cambios de personal, ya que desarrolló un rock más duro en los últimos años: Bernie Leadon y Randy Meisner se marcharon, y los nuevos miembros Don Felder, Joe Walsh y Timothy B. Schmit subierón a bordo. Sin embargo, las dificultades personales y creativas siguieron causando estragos en la banda. Todo llegó a un punto en 1980, cuando un enfrentamiento entre Glenn y Felder dio lugar a una llamada de Glenn a Don Henley diciendo: "Se acabó"

### Carrera en solitario
Después de la desintegración de The Eagles, Henley emprendió una muy exitosa carrera en solitario, de hecho ha sido el miembro de The Eagles más exitoso, comercialmente hablando. Comenzó a escribir música de nuevo con una serie de colaboradores con talento como Danny Kortchmar, Bruce Hornsby y su viejo amigo, JD Souther. Su primer lanzamiento en solitario, 1982 I Can't Stand Still fue muy bien acogido. El sencillo "Dirty Laundry", una denuncia de medios de comunicación tabloides, era el sencillo más grande en toda su carrera música de Henley. Este alcanzó el puesto #3 sobre Billboard 100 hot al principio de 1983 y ganó un "Certificado de Oro" solo por las ventas de más de un millón de copias en los EE. UU. También fue candidato a ganar un Grammy. Henley y su amante antigua, Stevie Nicks, tenían un dueto en el top 100 pop y el hit Contemporáneo "Leather and Lace" un año antes. Henley también contribuyó en "Love Rules" de la banda sonora de "Fast Times at Ridgemont High". Esto fue seguido en 1984 por "Building the Perfect Beast", que incluyó los sintetizadores en capas y sonido de las Águilas "Country-Rock".
El lanzamiento del sencillo, "The Boys of Summer", alcanzó el #5 en el Billboard Hot 100. El ritmo inquietante de la canción y la letra, inmediatamente conectado con un determinado grupo de edad. El video musical para la canción fue un llamativo montaje con influencia sugestiva, negro y blanco, la nueva ola francesa dirigida por Jean-Baptiste Mondino, que ganó varios premios "MTV Video Music" incluyendo el de Mejor Video del Año. Henley también ganó el premio Grammy a la "Mejor Interpretación Vocal Masculina por la canción" (Best Male Rock Vocal Performance for the song). Varias otras canciones del álbum, "All She Wants To Do Is Dance" (#9 en el Hot 100), "Not Enough Love in the World" (#34) y "Sunset Grill" (#22) también recibieron considerable Galardones. El próximo álbum de Henley de 1989, The End of the Innocence, fue aún más exitoso. La canción "The End of the Innocence", una colaboración con Bruce Hornsby, es una historia triste, con el piano impulsado por la búsqueda de restos de la felicidad en un mundo corrupto, y alcanzó el #8 como sencillo. El éxito seguido, "The Heart of the Matter", es una oportunidad emotivo al recuerdo de un amor perdido. El carácter profundamente personal de "Heart of the Matter", golpeó un acorde emocional con legiones de fanes. "Nos tomó 41 años para escribir esa canción, y sólo cuatro minutos para cantar", ha dicho Don. "Tengo una colección de las cartas más asombrosas de esa canción de personas de todo el mundo que yo guardo. Las voy a tener para siempre". 
Ambas canciones utilizan la técnica eficaz de las palabras diferentes en el coro cada vez que se canta, para avanzar en la narrativa de la canción. Los sencillos, "The Last Worthless Evening" y "New York Minute" se encontraban entre otras canciones que obtuvieron un lugar en la radio. Henley volvió a ganar un Grammy por "Mejor Interpretación Vocal Masculina" en 1990 por el álbum. También en 1989, Henley hizo una breve aparición en la serie Unplugged de MTV.
En 1990, el inicio de las giras de apoyo a la culminación del álbum, Don vio un reportaje en televisión diciendo que los bosques de Walden, Henry David Thoreau, donde había vivido durante dos años, estaba bajo amenaza de construcción. Las obras de Thoreau y su mentor, Ralph Waldo Emerson, tuvo un profundo impacto en Don. De inmediato se involucró en el esfuerzo para salvar a la zona conocida como "la cuna del movimiento ambiental de América" con la fundación del Proyecto Bretton Walden.
Espectáculos en vivo
En los espectáculos en vivo, Henley toca la batería y canta al mismo tiempo solo en determinadas canciones de Eagles, en sus canciones en solitario, bien podría tocar la guitarra eléctrica y cantar, o simplemente cantar. De vez en cuando, canciones de Eagles obtendría reordenamientos drásticos, como "Hotel California" con cuatro trombones.

### Reunión con The Eagles
En 1993, "Common Thread: The Songs of The Eagles", un All-Star, el tributo de la música country, generó más de 3 millones de dólares para el "Proyecto Bretton Walden" y pasó a ser nombrado en 1994 "Álbum del Año" por la "Asociación de Música Country". El álbum común puede haber sido responsable de reunir por fin a los Eagles. Travis Tritt grabó "Take It Easy" para el álbum y le propuso a Don, Glenn, Joe, Felder y Timothy a aparecer en el vídeo. Era la primera vez que todos habían estado juntos desde su rompimiento. Poco después, Don, Glenn, Joe, y gerente de Irving Azoff se reunió en Aspen, Colorado, para discutir la posibilidad de un reencuentro. Allí, se decidió que las Águilas se reúnirian para un álbum y una gira titulada "Hell Freezes Over" después de un comentario que Don había hecho famoso años antes.

### Geffen
Don Henley pasó muchos años en problemas legales con su compañía discográfica (Geffen Records). Después de años de tensión entre Henley y la discográfica, la disputa se hizo pública, y la compañía discográfica presentó una demanda de 30 millones de dólares por incumplimiento de contrato en la Corte Superior tras recibir un aviso de Henley diciendo que estaba terminando su contrato, a pesar de que, según los informes, debía a la compañía dos álbumes de estudio más y una colección de grandes éxitos. Henley quería firmar un acuerdo con EMI que habría valido la pena unos cuantos millones de dólares.
Geffen afirmó que Henley se encontraba en incumplimiento de contrato. Henley intentó salir de su contrato en 1993 sobre la base de un estatuto de edad. En el marco del Estatuto –una ley de California polémica promulgada hace 50 años, que los agentes libres de ofertas de estudio a largo plazo en la que los artistas no pueden ser obligados a trabajar para cualquier empresa por más de siete años–. Geffen no quería firmar a Henley con cualquier otra discográfica, y Geffen había hecho un acuerdo de Sony y EMI para que no firmaran con Henley. Henley contra Geffen demandó alegando que él era, el "Negro bola" por David Geffen, que hizo acuerdos con otras discográficas para que no firmaran con él.
Henley finalmente se convirtió en un defensor de los derechos de los músicos. Llegó a un acuerdo con Geffen cuando la Reunión de Eagles despegó en 1994. Geffen finalmente tuvo una gran parte de las ganancias del álbum de reunión. Glenn Frey también estaba en problemas legales con su discográfica MCA. Antes de la gira de reunión Eagles, la banda tuvo que presentar una demanda en contra Elektra Records, que había planeado lanzar un nuevo álbum de Eagles Greatest Hits. La banda ganó la batalla.
Un período de tiempo sin una nueva grabación seguida, Henley esperó una disputa con su compañía discográfica, mientras que también participaba en una gira de reencuentro de Eagles en 1994 y el álbum en vivo. Durante la pausa, Henley realizó un cover de "Sit Down, You're Rockin' the Boat" de la película "Acto de Fe", a condición de la vocalista de country Trisha Yearwood y el éxito "Walk away Joe", y el dúo con Patty Smyth sobre "Sometimes Love Just Ain't Enough" y Roger Waters en "Watching TV" del álbum de Roger: "Amused to death", de 1992. Henley la voz de Henry Fausto en el "Faust de Randy Newman's Faust", un musical de 1993 que fue lanzado el disco compacto de ese año.

### 2000
Don Henley y Courtney Love declararon en una audiencia del Senado de California en que las leyes contractuales del Estado en Sacramento, el 5 de septiembre de 2001. En 2002, Henley se convirtió en el jefe de la Coalición de Artistas en grabación. Objetivo principal de la coalición era recaudar dinero para montar una batalla legal y política contra las principales discográficas. Henley dice que el grupo pretende cambiar las reglas fundamentales que rigen la mayoría de los contratos de grabación, incluida la propiedad de derechos de autor, el control a largo plazo de la propiedad intelectual y las prácticas contables desleal.
Inside Job
El nuevo álbum, el primero desde The End of Innocence, reafirmó su posición como uno de los más elocuentes de la música y las voces respetadas. Una extensa gira en solitario y un DVD del concierto grabado el 25 de mayo de 2000 en Fair Park Music Hall de Dallas, seguido del lanzamiento del álbum. Inside Job llegó a ser nominada para el premio Grammy en 2001 al "Mejor Álbum Vocal Pop". "Taking You Home" fue nominada para el premio Grammy en 2001 a la "Mejor Interpretación Vocal Pop Masculina" y "Workin 'It" fue nominado por "Mejor Interpretación Vocal Masculina". Después de esperar una disputa con su compañía de discos en todo el resto de la década, Don firmó con otro sello, Warner, y lanzó Inside Job, su cuarto álbum en solitario en la primavera del 2000.
El Nuevo disco de Don representaba no solo a su activismo y las preocupaciones medioambientales en canciones como "Goodbye To a River", pero canciones como "Taking You Home" y "Annabel" demostró claramente que el matrimonio y ser padre tuvo un tremendo impacto en su música. "Ciertamente, cuando un niño entra en nuestras vidas nos vemos obligados a mirar el mundo a través de los ojos de ese niño, que es una buena cosa. Los niños tienen una manera de recordarnos de algunas cosas buenas y sencillas que nos hemos olvidado", dijo, añadiendo que sus hijos son los mejores regalos que ha recibido nunca, y han cambiado enormemente su vida para mejor. En 2002, un DVD en vivo titulado Don Henley: Live Inside Job fue puesto en venta. En 2005 Don abrió 10 de los conciertos de Stevie Nicks en su Two Voices Tour.

### Grabaciones recientes
Las grabaciones más recientes de Henley incluye un dueto con Kenny Rogers en 2006 de una versión de Rogers Water & Bridges, titulado "Calling Me" y en 2007 el álbum de Reba McEntire, "Reba: Duets", interpretando "Break Each Other's Hearts Again".
En 2005, los Eagles lanzaron Farewell 1 Tour-Live from Melborne, dos DVD con dos temas nuevos: Glenn Frey-"No More Cloudy Days" y Joe Walsh-"One day at a time". Al año siguiente, las Águilas dio a conocer una edición de su tan esperado nuevo álbum: una edición especial de Farewell 1 DVD incluyendo un bonus CD de audio con una versión de estudio de "No More Cloudy Days", además de dos nuevas canciones, "Fast Company" y "Do Something". En agosto de 2007, lanzaron su nuevo sencillo, una nueva versión de "How Long", escrito por JD Souther, una canción que originalmente realizó como parte de sus sets en vivo en la década de 1970.
The Eagles Lanzó su nuevo doble CD de 20 temas de estudio, Long Road Out of Eden, fue lanzado con gran éxito generalizado el 30 de octubre de 2007 por Eagles Recording Company. El álbum fue editado en los EE. UU. exclusivamente a través de la página web del grupo, Walmart y Sam's Club. Debutó en el n.º 1 en los EE. UU. y se convirtió en su tercer álbum de estudio y el séptimo en lo general, para ser certificadas al menos siete veces platino. Las Águilas hicieron su primer espectáculo en vivo, presentándose con "How Long" en la Country Music Association Awards en noviembre de 2007. Ganó su quinto Grammy en 2008 por "How Long Performance", en la categoría de "Mejor Presentación Country" por un Dúo o Grupo con Vocal. Se puso en marcha su Long Road Out of Eden World Tour en marzo en el O2 Arena en Londres. Según Nielsen, un informe final del 2007, Long Road Out of Eden fue nombrado el álbum más vendidos de todos los nuevos registros y el álbum más vendido en 2007 por un grupo en los Estados Unidos. 
En una entrevista de 2007 con la CNN, al debatir el futuro de las Águilas, Henley indica que todavía tiene planes para más grabaciones: "Pero todos tenemos algunos planes aún en solitario. Todavía tengo un contrato con una discográfica (Warner) para un par de discos en solitario".

## Política y otras causas
En 1990, Henley fundó el "Proyecto Walden Woods" para ayudar a proteger "Los bosques de Walden" en desarrollo. El Instituto de Thoreau en Walden Woods se fundó en 1998 para proporcionar a la investigación y educación con respecto a Henry David Thoreau. En 1993, un álbum recopilatorio de varios artistas: "Common Thread: The Songs of the Eagles" fue puesto en venta con una porción de las ganancias de las ventas de esta colección de canciones al Proyecto Walden Woods. En 2005, se realizó un concierto para recaudar fondos con Elton John y otros para comprar Bristor Hill, parte de los bosques de Walden, y convertirlo en un sendero.
Henley cofundador de la organización no lucrativa "Caddo Lake Instituto" en 1993 para respaldar la educación ecológica y la investigación. Como parte de la "Coalición Caddo Lake", ayuda a proteger el humedal de Henley en Texas, donde pasó gran parte de su infancia.
En 2000, Henley co-fundò con Sheryl Crow la "Recording Artist' Coalition"("Coalición de artistas"), un grupo creado para proteger los derechos de los músicos en contra de las prácticas comunes de negocio de la música de la industria. En este papel, testificó ante el comité del Senado de EE. UU. sobre el Poder Judicial en 2001 y el Comité de Senado de EE. UU. sobre Comercio, Ciencia y Transporte en 2003
Henley no siempre es un idealista. En una entrevista en marzo de 2001 sobre Charlie Rose, indicó que "las bandas de rock funcionan mejor como una dictadura benévola, siendo los compositores principales en una banda (en el caso de Eagles, "Glenn Frey y yo") los que probablemente que tengan el poder".
También ha sido un generoso donante a las campañas políticas. Henley ha sido siempre un partidario del Partido Demócrata. Desde que encontró al "The Washington Post" en 1978, Henley ha donado más de 680 000 dólares a los candidatos políticos.
No fue formalmente reconocido por su amplia gama de obras de caridad, así como sus esfuerzos en favor de los derechos de los artistas, cuando fue nombrado la "Persona 2007 MusiCares" por la Fundación MusiCares, una organización fundada para ayudar a proporcionar asistencia a los profesionales de la industria de la música en tiempos de necesidad. el presidente Neil Portnow llamó a Don "una de las voces musicales más importantes y respetadas de nuestros tiempos". Les Bider agregó, "Henley siempre ha desafiado las expectativas sobre el curso de su carrera de alto vuelo. Sus contribuciones inestimables musicales han ayudado a la aguilas a convertirse en el best-seller estadounidense de todos los tiempos, con ventas de discos superiores a 120 millones de copias y varios premios Grammy. Su carrera en solitario ha dado lugar igualmente distinguido en cuatro discos de platino y dos Grammys". El evento de gala, una cena en el LA Centro de Convenciones el 9 de febrero de 2007 con 2300 asistentes, contó con las actuaciones de las Dixie Chicks, Michael McDonald, Trisha Yearwood, Seal, y Shawn Colvin. Antes de agradecer a la fundación y la realización de un breve conjunto de sus éxitos, Don llevó a la audiencia en un cantar un largo de feliz cumpleaños a su hijo, Will, que celebró su 9 º cumpleaños aquella noche.

## Vida personal
En la década de 1970, principios de 1980, Henley tenía una relación con la actriz/modelo Bond Lois Chiles.
En la década de 1980, Henley se dedicaba a la actriz Maren Jensen. Su primer álbum en solitario (I Can't Stand Still) está dedicado a Jensen, que también canta armonía vocal en la canción "Johnny can't read." Henley y Jensen se separaron en 1986.
En 1995, se casó con Sharon Henley Summerall, una exmodelo de Texas que había vivido en París y estudió historia del arte. Fueron invitados varios artistas o intérpretes a la boda como Bruce Springsteen, Sting, Elton John, Billy Joel, John Fogerty, Jackson Browne, Donna Lewis, Sheryl Crow, Tony Bennett, y miembros de las Águilas entre otros. Henley después escribió la canción "Everything is different now" del álbum "Inside Job" para Sharon, y se ha anunciado que Sharon sufre de esclerosis múltiple. Ellos tienen 3 hijos, dos niñas y un niño.
Mojo Nixon escribió una canción llamada Don Henley Must Die (Don Henley debe morir). Algunos años después, Mojo estaba en una presentación en un bar en Austin: Hole in the Wall cuando Henley, que también tocaba en Austin por esos días, entró al bar. Mojo anunció que iba a tocar la canción cuando Henley se subió al escenario y comenzó un beatboxing a la canción, que dejó a Mojo totalmente mudo. Los dos ya se han hecho amigos.
Cuando se le preguntó acerca de la duración de tiempo que tomó para concluir por fin el nuevo álbum, le dijo: "Mi mayor preocupación es el proceso de composición, porque estamos compitiendo con nuestro propio legado. El truco es tratar de ser nosotros mismos y hacer un registro que es actual. No queremos a la tendencia hop. No queremos tratar de pegarse a la última moda. Queremos ser The Eagles y queremos traer, para conservar todas las cualidades de nuestra música que a la gente le encanta".
Lo han logrado maravillosamente. La canción Long Road Out of Eden escrito por Don, Glenn y Timothy, envuelve las referencias a los excesos de Estados Unidos y la guerra en Irak en letras hermosamente evocadoras, afirmando que "todo el conocimiento en el mundo es de ninguna utilidad para los tontos". Rockers como "Somebody" son emparejados con el escaparate a-cappella de "No More Walks in The Woods", que venía de un poema titulado" An Old-Fashioned Song ", de John Hollander, profesor emérito de la Universidad de Yale. No encontró el poema en el "Oxford Dictionary of American Poetry", y con la ayuda del guitarrista Steuart Smith, lo puso a la música e hizo una demostración de cantar las cuatro armonías al mismo tiempo, que luego enviaba a Hollander su bendición.
La balada de Don: "Waiting in the Weeds", escrito también con Steuart Smith, es una canción con maestría en capas que no solo se ocupa de temas de envejecimiento y el amor perdido, pero la línea "He estado esperando el tiempo con los cuervos y gorriones, mientras que los pavos reales y cabriolas pavonearse sobre el escenario", revela lo que debe ser como para escribir canciones por más de tres décadas como miembro de una de las bandas de rock más exitosas del mundo. Don resume de la siguiente manera: "'Waiting in the Weeds' se trata de ciclos de vida, y se podría decir que se hace referencia a las Aguilas. Se trata de tener fe en que su tiempo vendrá de nuevo y la calidad prevalecerá."

## Discografía
- I Can't Stand Still (1982)
- Building the Perfect Beast (1984)
- The End of the Innocence (1989)
- Inside Job (2000)
- Cass County (2015)

## Frases
- "Yo podría estar al frente y cantar las canciones de The Eagles que canto en mi set, pero creo que la gente disfruta viéndome cantar y tocar la batería. Al parecer, fascino a la gente. No sé por qué."
- "Tengo cosas que me interesan y que, por lo general, salen en los álbumes."
- "Yo preferiría tomarme mucho tiempo y hacer un disco con ocho o diez buenas canciones antes que precipitarme a uno con sólo una o dos canciones buenas. La mayor parte del tiempo, éste me parece que es el caso."
- "Siempre estoy anotando las cosas en pedazos de papel. Tengo pedazos de papel por toda mi casa."
- "No me da miedo, yo soy dogmático."